# Lijst van beschermde gebieden in Frans-Guyana

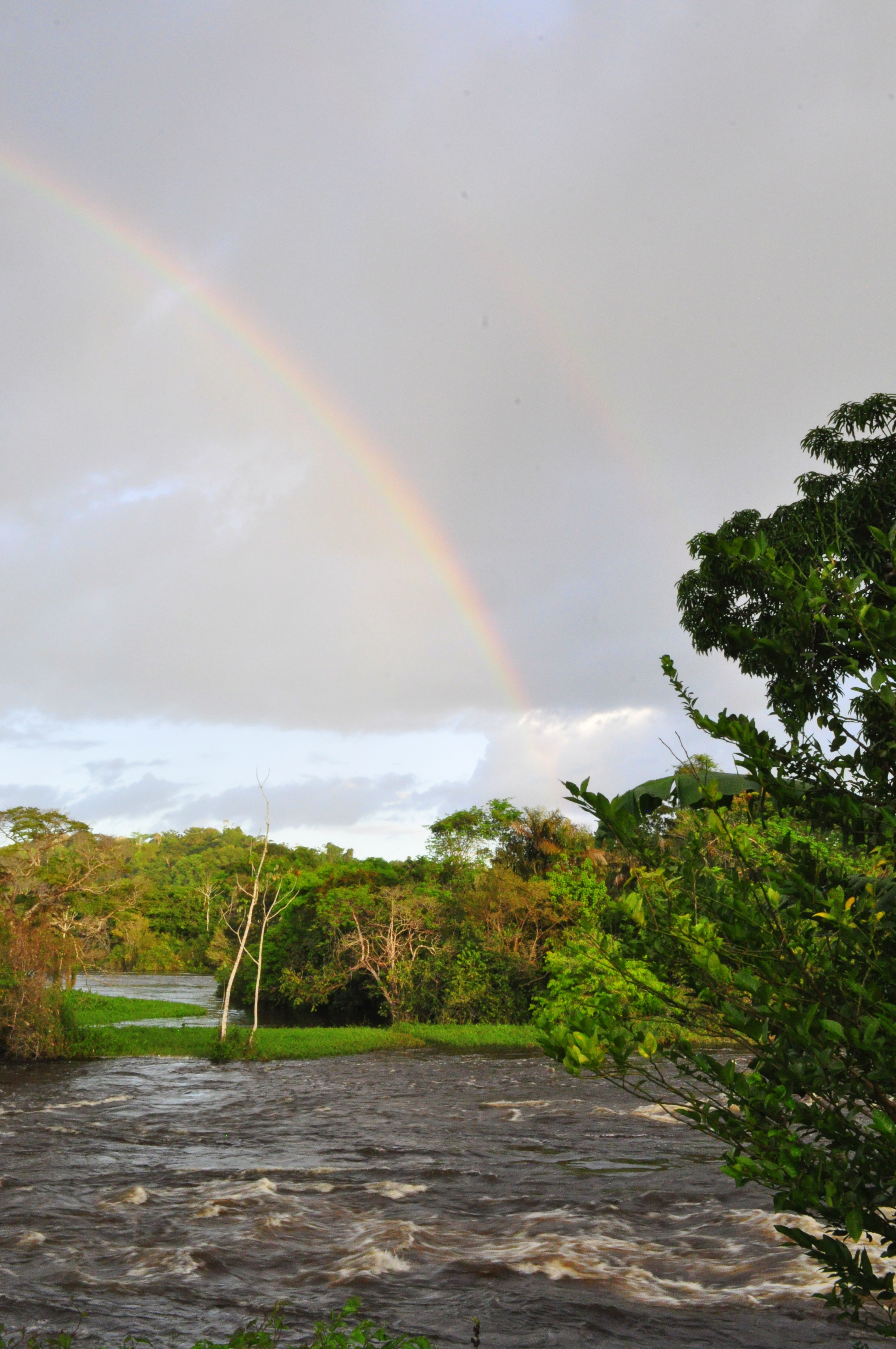
Marowijne in het Nationaal Park Guyana.

In 2021 waren er 39 beschermde gebieden in Frans-Guyana, een Frans overzees departement. Het grootste beschermde natuurgebied is het Nationaal Park Guyana dat bestaat uit 20.300 km2 Amazone-oerwoud. De beschermde gebieden dekken 52% van het grondgebied van het departement. In 2021 was 98% van het ongerept tropisch oerwoud beschermd, en was Frans-Guyana één van de best beschermde gebieden ter wereld, maar wordt bedreigd door illegale goudmijnen, visserij, explosieve bevolkingsgroei, en infrastructuur projecten. Frans-Guyana telt 2 wildernisgebieden, 1 nationaal park, en 36 beschermde gebieden.

## Wildernisgebieden
- Lucifer Dékou-Dékou. 2012. 644 km2[3]
- Petite Montagnes Tortue. 2016. 24 km2[4]

## Nationale parken
- Nationaal Park Guyana. 2007. 20.300 km2[2]

## Natuurreservaten
- Amana Natuurreservaat. 1998. 148 km2[5]
- Île du Grand Connétable. 1992. 78.5 km2[6]
- Moerassen van Kaw-Roura. 1998. 947 km2[7]
- Mont Grand Matoury. 2006. 21 km2[8]
- Nouragues. 1995. 1,000 km2[9]
- Trésor regionaal natuurreservaat. 2010. 25 km2[10]
- La Trinité nationaal natuurreservaat. 1996. 760 km2[11]

## Beschermde gebieden
- Abattis Cottica[12]
- Bagne des Annamites[13]
- Crique et Pripri Yiyi[14]
- Grand Matoury[14]
- Habitation Vidal[15]
- Îles de Remire[14]
- Îlets Dupont[16]
- Kanawa[14]
- Montagne d'Argent[14]
- Le Mont Mahury[14]
- Petit Cayenne[17]
- Piste de L'Anse[14]
- Pointe Isere – Savane Sarcelle[14]
- Rivages de Cayenne[14]
- Sables Blancs de Mana[14]
- Salines de Montjoly[14]
- Savane des Peres[18]
- Savanes de Wayabo[19]
- Savanes et Marais de Macouria[20]

## Beschermde gebieden zonderIUCNstatus[21][22]
- Basse Mana
- Estuarium van de Sinnamarie
- Île du Grand-Connétable randgebied
- Marais de Kaw-Roura randgebied
- Nationaal Park Guyana randgebied. 2007. 13.600 km2